# Timor oriental aux Jeux olympiques d'été de 2024
Le Timor oriental participe aux Jeux olympiques de 2024 à Paris. Il s'agit de sa 6e participation à des Jeux olympiques d'été.
Le nageur Jolanio Guterres (de) et la taekwondoïste Ana da Costa da Silva Pinto Belo (de) sont les porte-drapeaux de la délégation.

## Nombre d’athlètes qualifiés par sport
Voici la liste des qualifiés et sélectionnés timorais par sport (remplaçants compris) :
| Sport                                 | Hommes | Femmes | Total |
| ------------------------------------- | ------ | ------ | ----- |
| Athlétisme                            | 1      | -      | 1     |
| Sports aquatiques • Natation sportive | 1      | 1      | 2     |
| Taekwondo                             | -      | 1      | 1     |
| Total                                 | 2      | 2      | 4     |

## Résultats

### Athlétisme

#### Hommes
| Athlètes      | Épreuve | Tour préliminaire | Tour préliminaire | Premier tour | Premier tour | Demi-finales | Demi-finales | Finale  | Finale  |
| Athlètes      | Épreuve | Temps             | Rang              | Temps        | Rang         | Temps        | Rang         | Temps   | Rang    |
| ------------- | ------- | ----------------- | ----------------- | ------------ | ------------ | ------------ | ------------ | ------- | ------- |
| Manuel Ataide | 100 m   | 11 s 35 NR        | 7e                | Éliminé      | Éliminé      | Éliminé      | Éliminé      | Éliminé | Éliminé |

### Natation
| Athlète          | Épreuve         | Séries  | Séries | Demi-finales | Demi-finales | Finale  | Finale  |
| Athlète          | Épreuve         | Temps   | Rang   | Temps        | Rang         | Temps   | Rang    |
| ---------------- | --------------- | ------- | ------ | ------------ | ------------ | ------- | ------- |
| Jolanio Guterres | 50 m nage libre | 30 s 04 | 71e    | Éliminé      | Éliminé      | Éliminé | Éliminé |

| Athlète             | Épreuve         | Séries  | Séries | Demi-finales | Demi-finales | Finale   | Finale   |
| Athlète             | Épreuve         | Temps   | Rang   | Temps        | Rang         | Temps    | Rang     |
| ------------------- | --------------- | ------- | ------ | ------------ | ------------ | -------- | -------- |
| Imelda Ximenes Belo | 50 m nage libre | 32 s 48 | 71e    | Éliminée     | Éliminée     | Éliminée | Éliminée |

### Taekwondo
| Athlète  | Compétition    | Éliminatoires               | Huitième de finale  | Quart de finale     | Demi-finale         | Repêchage           | Finale / CB         | Rang     |
| Athlète  | Compétition    | Adversaire Résultat         | Adversaire Résultat | Adversaire Résultat | Adversaire Résultat | Adversaire Résultat | Adversaire Résultat | Rang     |
| -------- | -------------- | --------------------------- | ------------------- | ------------------- | ------------------- | ------------------- | ------------------- | -------- |
| Ana Belo | Moins de 49 kg | El-Bouchti Défaite 1-2, 1-4 | Éliminée            | Éliminée            | Éliminée            | Éliminée            | Éliminée            | Éliminée |